# لیا کبده
لیا کبده (به انگلیسی: Liya Kebede) (زاده ۱ مارس ۱۹۷۸) مدل، طراح لباس و بازیگر اهل اتیوپی است.
کبده به عنوان سفیر سازمان بهداشت جهانی برای بهداشت مادران، نوزادان و کودکان از سال ۲۰۰۵ خدمت کرده است.

## فیلم‌شناسی
- ارباب جنگ (۲۰۰۵)
- چوپان خوب (۲۰۰۶)
- گل صحرا (۲۰۰۹)
- طلای سیاه (٢٠١١)
- بهترین پیشنهاد (۲۰۱۳)
- سامبا (۲۰۱۴)
- نیکی لارسون و عطر کوپید (۲۰۱۹)